# Copa del Rey 1904
Druhý ročník Copa del Rey (španělského poháru), který se konal od 13. března do 30. března 1904 za účastí již nově pěti klubů.
Trofej získal opět klub z Bilbaa Athletic Club, který neodehrál žádné utkání! Bylo to proto, že se hrálo systémem, který upřednostňoval obhájce z minulého ročníku, který měl právo hrát jen finále. Finálový soupeř vzešel kvalifikace mezi kluby z Madridu. Celou kvalifikaci vyhrál Club Español de Madrid v utkání které se hrálo 27. března a finále se mělo hrát 28. března. Nakonec se finále posunulo o den později, ale do Bilbaa zpráva nepřišla a hráči na finále dojeli již 28. března. Jelikož nic nebylo nachystáno, klub se prohlásil za vítěze turnaje a odjel domů. Totéž se stalo o den později, když se prohlásilo za vítěze soupeř. Nakonec se Madridský svaz rozhodl že vítězem se stal Athletic Club.